# Plutodes epiphora
Plutodes epiphora är en fjärilsart som beskrevs av Louis Beethoven Prout 1926. Plutodes epiphora ingår i släktet Plutodes och familjen mätare. Inga underarter finns listade i Catalogue of Life.